# Love and the Woman
Love and the Woman è un film muto del 1919 diretto da Tefft Johnson e interpretato da June Elvidge.

## Produzione
Il film fu prodotto dalla World Film.

## Distribuzione
Il copyright del film, richiesto dalla World Film Corp., fu registrato il 12 giugno 1919 con il numero LU13834.
Distribuito dalla World Film, il film uscì nelle sale cinematografiche statunitensi il 23 giugno 1919.